# August Nicolai

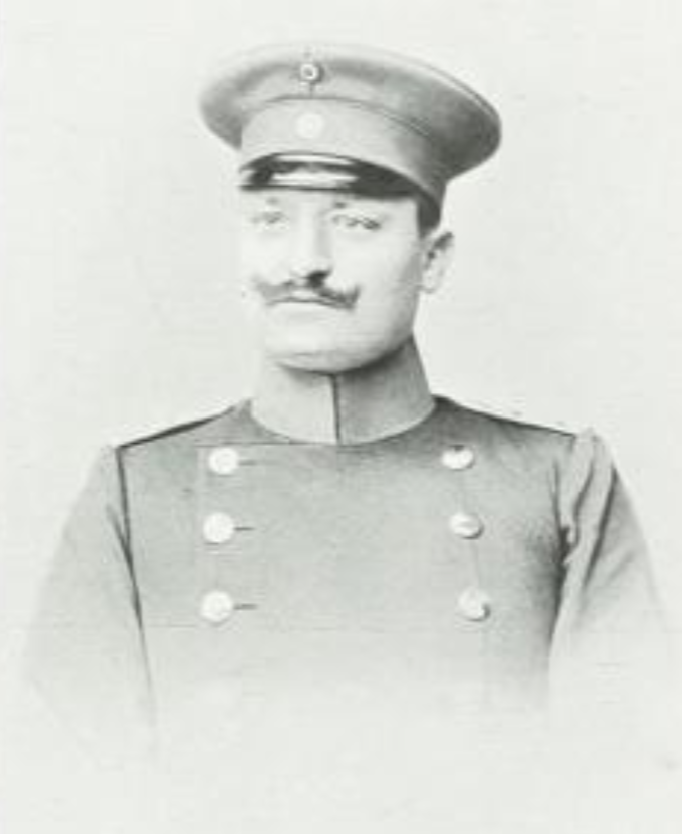
August Nicolai in jungen Jahren

Georg Friedrich August Nicolai, seit 1916 Nicolai-Pascha (* 31. Dezember 1868 in Greußen; † 25. Januar 1941 in Sondershausen) war ein sächsischer Generalmajor.

## Leben

### Herkunft
Nicolai war Sohn des Greußener Sanitätsrats Alphons Nicolai. Sein Bruder war der gleichnamige Militärschriftsteller Alphons Nicolai und dessen Sohn der NS-Jurist Helmut Nicolai. Sein Großvater war der bekannte Mediziner Ernst August Nicolai.

### Karriere
Nicolai trat am 26. März 1888 als Avantageur in das 2. Sächsische Feld-Artillerie-Regiment Nr. 28 der sächsischen Armee in Pirna ein, wo er 1889 zum Leutnant befördert wurde. 1896 wurde er für drei Jahre zur preußischen Kriegsakademie in Berlin abkommandiert. Er wurde am 19. April 1901 zum Hauptmann befördert und diente im Topographischen Bureau des sächsischen Generalstabes. 1904 wurde er dem Generalstab des XIX. (II. Königlich Sächsisches) Armee-Korps zugeteilt. Anschließend diente er als Batteriechef im Feld-Artillerie-Regiment Nr. 77 in Leipzig. Am 27. März 1909 erhielt er sein Patent zum Major. Er diente so im Generalstabe der 24. Division (2. Königlich Sächsische). Anfang 1912 diente er noch als Kommandeur der 2. Abteilung im Kgl. Sächs. 3. Feld-Artillerie-Regiment Nr. 32 unter dem Oberstleutnant Alfred Devrient. Bis dahin wurde er mit dem Roten Adlerorden 4. Klasse und dem Ritterkreuz I. Klasse des Albrechts-Orden ausgezeichnet. Nicolai schied am 8. Dezember 1913 mit dem Charakter eines Oberstleutnants aus der sächsischen Armee aus um auf Befehl des deutschen Kaisers an der deutschen Militärmission in das osmanische Reich unter Otto Liman von Sanders teilzunehmen, die das Ziel hatte das osmanische Militärwesen grundlegend zu modernisieren. Im Rang eines türkischen Oberst kommandierte er die 3. osmanische Division.

Major Nicolai als dritter von rechts

Nach Ausbruch des Ersten Weltkrieges blieb er weiterhin in dieser Eigenschaft. Als Kommandierender General bei Gallipolli konnte er sich bei der Schlacht von Gallipoli deutlich auszeichnen und erhielt den Ehrentitel Pascha. Er konnte in dieser Position im Jahre 1915 französische Truppen bei Kumkale zurückdrängen und wurde dafür mit dem Ritterkreuz des Militär-St.-Heinrichs-Ordens ausgezeichnet. Später kommandierte er den II. Türkischen Armeekorps und diente als Inspekteur der Artillerie der 4. Armee in Syrien und Palästina. 1916 wurde ihm der türkische Ehrentitel Pascha verliehen. Er kehrte im Juni 1918 nach Deutschland zurück und diente im Range eines Obersts als Artilleriekommandeur an der Westfront. Nicolai erhielt nach Kriegsende den Charakter eines Generalmajors und diente 5 Jahre lang als Direktor des Hauptversorgungsamtes in Leipzig.
Er wurde 1928 Präsidialmitglied des Sächsischen Militär-Vereins-Bund.